# Frederick Chapman Robbins
Frederick Chapman Robbins (ur. 25 sierpnia 1916, zm. 4 sierpnia 2003) – amerykański naukowiec, pediatra, wirusolog. Studiował na Uniwersytecie w Missouri. W 1940 roku ukończył Harvard Medical School i pracował jako bakteriolog w Szpitalu Dziecięcym Medical Center w Bostonie. W maju 1952 roku przeniósł się do Cleveland w Ohio, gdzie został mianowany profesorem pediatrii na Western Reserve University School of Medicine. Był też Dyrektorem Departamentu Pediatrii i chorób zakaźnych w Cleveland Metropolitan General Hospital.
W 1954 r. został laureatem Nagrody Nobla w dziedzinie fizjologii i medycyny
 za odkrycie, że wirus polio namnaża się w tkankach zwierzęcych. Przyczyniło się to do stworzenia szczepionki przeciwko chorobie Heinego-Medina. Nagrodę razem z nim otrzymali: Thomas Huckle Weller i John Franklin Enders.
Od 1962 r. członek Amerykańskiej Akademii Umiejętności i Nauk w Bostonie.

## Wyróżnienia i nagrody
- Award for Distinguished Achievement (Modern Medicine), 1963
- Honorary Degree, Doctor of Laws, University of New Mexico, 1968
- Medical Mutual Honor Award, 1969
- Ohio Governor’s Award, 1971
- Honorary Fellow, All-India Institute of Medical Sciences, 1977
- Honorary Fellow, National Academy of Medical Sciences (India), 1977
- Honorary Degree, Doctor of Science, University of North Carolina, 1979
- Honorary Degree, Doctor of Science, Tufts University, 1983
- Honorary Degree, Doctor of Science, Medical College of Ohio, 1983
- Honorary Degree, Doctor of Science, Albert Einstein College of Medicine, 1984
- Honorary Degree, Doctor of Science, Medical College of Wisconsin, 1984
- Honorary Degree, Doctor of Medical Science, The Medical College of Pennsylvania, 1984
- Honorary Degree, Doctor of Laws, University of Alabama, Birmingham, 1985
- Abraham Flexner Award of AAMC for Distinguished Service to Medical Education, 1987
- Judge Baker Children’s Center Camille Cosby World of Children Award, 1988
- NASA Public Service Award, 1989
- Ohio Science and Technology Hall of Fame, 1992
- Case Western Reserve University Medical Alumni Assoication Board of Trustees Award, 1993
- Honorary Degree, Doctor of Science, honoris causa, Case Western Reserve University, 24 maja, 1992
- Frank and Dorothy Humel Hovorka Prize, Case Western Reserve University, 22 maja, 1994
- Honorary Degree, Doctor of Science, Kirksville College of Osteopathic Medicine, Kirksville, Missouri, 7 czerwca, 1998
- Benjamin Franklin Medal, American Philosophical Society, Philadelphia, PA, 22 kwietnia, 1999